# خسوس گوسمن
خسوس گوسمن (اسپانیایی: Jesús Guzmán‎؛ زادهٔ ۱۵ ژوئن ۱۹۲۶) بازیگر اهل اسپانیا است.
از فیلم‌ها یا برنامه‌های تلویزیونی که وی در آن نقش داشته‌است، می‌توان به سه عضو صلیب سرخ، سرقت در ساعت ۳، خوب، بد، زشت، به خاطر چند دلار بیشتر، بادی به غرب می‌رود، و در سال سوم، او دوباره برخاست، صبح بخیر، کنتس کوچک، امکانش هست؟ و قصه‌های تلویزیون اشاره کرد.